# Aaj Ka Robin Hood
Pour plus de détails, voir Fiche technique et Distribution.
Aaj Ka Robin Hood (litt. « Robin des Bois d'aujourd'hui ») est un film d'aventure indien sorti en 1988, réalisé et produit par Tapan Sinha. Il met en vedette Anil Chatterjee, Utpal Dutt, Nana Patekar, Rabi Ghosh et Satish Shah dans les rôles principaux,. Tapan Sinha a composé la musique du film.

## Distribution
- Anil Chatterjee
- Utpal Dutt : Ram S. Jadhav
- Rabi Ghosh : Robi Ghosh
- Nana Patekar : Ramdulaare S. Jadhav
- Master Ravi : Ramkishan Ram Jadhav
- Satish Shah : Ramdas S. Jadhav
- Ritesh Talwar	: Tetra Chedi Tushar

## Réception
Le film a été un succès au box-office. Le tournage du film a été réalisé au Ranka Palace, à Garhwa. Le film a remporté le prix du Festival international du film de Berlin 1988 sous la mention élogieuse du jury de l'UNICEF,.